# Стара Рава
Стара Рава (на полски: Stara Rawa) е село в Полша, Лодзко войводство, Скерневишки окръг, община Нови Кавенчин. Разположено е между градовете Рава Мазовска и Скерневице. То се намира в центъра на страната и е разположено на река Равка.
По данни от 2005 година има около 280 жители.
Географските му координати са 51°53′00″ с. ш. 20°17′00″ и. д. / 51.883333° с. ш. 20.283333° и. д..